# Elephantomyia (Elephantomyodes) delectata
Elephantomyia (Elephantomyodes) delectata is een tweevleugelige uit de familie steltmuggen (Limoniidae). De soort komt voor in het Australaziatisch gebied.